# 永尾俊一
永尾 俊一（ながお としかず、1963年9月27日 - ）は、日本の実業家。

## 略歴
- 1976年 - 守口市立守口小学校卒業
- 1979年 - 関西大学第一中学校卒業
- 1982年 - 関西大学第一高等学校卒業
- 1985年 - 白ハト食品工業株式会社タコヤキハウス「KU/KU/RU道頓堀店」（現「たこ家道頓堀くくる」）を開店。
- 1986年 - 関西大学法学部法律学科卒業
- 1987年 - 「おいもさんのお店　らぽっぽ　道頓堀店」を開店。
- 2010年 - 白ハト食品工業株式会社代表取締役社長に就任。

## 役職
- 白ハト食品工業株式会社　代表取締役社長、会社経営デザイナー
- 日本食品開発促進株式会社　代表取締役
- 株式会社グレースディベロッパー　代表取締役社長
- 有限会社育みの里しろはと　代表取締役社長
- 農業生産法人 株式会社しろはとファーム　代表取締役社長
- 道頓堀商店会　副会長
- 上方お好み焼たこ焼協同組合　理事
- 道頓堀たこ焼連合会　創設メンバー
- 関西大学　評議員
- 大阪市立大学・関西大学　非常勤講師
- 株式会社なめがたしろはとファーム代表取締役社長

## 海外出展活動
MITSUWA MARKET PLACE.USA（ロサンゼルス、サンフランシスコ、シカゴ、ニュージャージー各店）、ハワイSHIROKIYA（アラモアナショッピングセンター）、在フランクフルト日本領事館主催天皇陛下御即位20周年記念パーティー、上海万博日本産業館、JETRO主催 Japan Week at フランクフルトなどに出展。

## メディア出演
- NEWSゆう+（2010年10月29日、ABCテレビ）
- ニュースBIZ（2010年12月28日、テレビ大阪）
- スーパーモーニング（2011年2月23日、テレビ朝日）
- ビジネス新伝説 ルソンの壺（2011年5月8日、NHK大阪）
- ごきげんライフスタイル よ〜いドン!（2011年11月10日、関西テレビ）
- せやねん!（2013年9月7日、毎日放送）
- 未来へのおくりもの（2013年10月26日、BS TBS）
- ウラマヨ!（2015年08月08日、関西テレビ）
- かんさい情報ネットten.（2015年12月21日、読売テレビ）
- ワールドビジネスサテライト（2015年10月27日　テレビ東京）
- NEWSアンサー（2015年10月27日　テレビ東京）
- ごきげんライフスタイル よ〜いドン!（2016年4月28日　関西テレビ）
- ワールドビジネスサテライト（2016年5月5日　テレビ東京）
- クローズアップ現代+（2020年9月10日　NHK総合テレビ）